# 夏洛特·阿瑪莉埃 (黑森-卡塞爾)
黑森-卡塞爾的夏洛特·阿瑪莉埃（德語：Charlotte Amalie von Hessen-Kassel，1650年4月27日—1714年3月27日）是一位丹麥和挪威王后，克里斯蒂安五世的妻子，1670年至1699年在位。
夏洛特·阿瑪莉埃與克里斯蒂安五世在1667年結婚，當時克里斯蒂安仍為王儲。1670年克里斯蒂安的父親弗雷德里克三世去世，克里斯蒂安與夏洛特·阿瑪莉埃加冕為丹麥及挪威國王與王后。在斯科訥戰爭（1675年－1679年）期間，丹麥與由她的舅父、「大選侯」腓特烈·威廉率領的布蘭登堡結盟，共同對抗瑞典。
美屬維京群島的首府夏洛特阿馬利亞即得名自她。

## 子女
1. 長子弗雷德里克四世（1671年－1730年）
2. 次子克里斯蒂安（英语：Prince Christian of Denmark (1675–1695)）（1675年－1695年）
3. 長女索菲·海德薇格（1677年－1735年）
4. 次女克莉絲蒂安·夏洛特（1679年－1689年），早逝
5. 三子卡爾（英语：Prince Charles of Denmark）（1680年－1729年）
6. 幼子威廉（英语：Prince William of Denmark）（1687年－1705年），早逝